# Mokele mbembe
El Mokèle-mbèmbé (en lingala "el que deté els rius"), també conegut com a mbulu-embembe a Camerun, nyamala i amali a Gabon, és una bèstia comuna de la mitologia de diverses cultures de l'Àfrica central; principalment pigmeus. Majoritàriament la hi situa en els pantans del riu Likouala-aux-Herbes en la República Popular del Congo. En la República Centreafricana rep diversos noms: els banziris li criden songo, els bandes, badigui ("diable aquàtic"); en el districte de Birao rep el nom de guanerú; en Baya se l'anomena diba.
La presumpta existència real de la criatura és objecte de debats entre criptozoòlegs i altres científics.